# Vindebro
Vindebro er en type bevægelig bro, som kan hæves (vindes) og sænkes ved hjælp af et spil.

## Formål
Vindebroer havde historisk set det formål at forhindre fjender i at passere den. Som type var den anvendt ved slotte og fæstninger. Da porten i en fæstning er det svageste punkt, var vindebroen en ekstra sikring, da den i hejset tilstand dækkede porten og ydede ekstra beskyttelse.

### Tilgængelighed
For at et sådant system skulle være effektivt, var det vigtigt, at området omkring broen var vanskeligt at forcere, som for eksempel over en vandfyldt voldgrav eller et område med stor højdeforskel (tør grav).

#### Materialevalg
Broen består oftest af en køreplade af træplanker, som på ene side er fastgjort med hængsler. Hejsespillet var typisk placeret i etagen over adgangsporten. For at kunne hejse porten hurtigt forsynede man broen med kontravægte.

## Galleri
- Vindebro ved Fort Ticonderoga
- Den berømte Magere Brug (en dobbelt vindebro) i Amsterdam
- Vindebroen Broadway Bro over Willamette elven
- Vindebro, malet af Vincent van Gogh
- Vindebro ved slottet Dornenburg